# Microsoft Exchange
Microsoft Exchange er et e-mailprogram udviklet af Microsoft.